# Mah-nà mah-nà

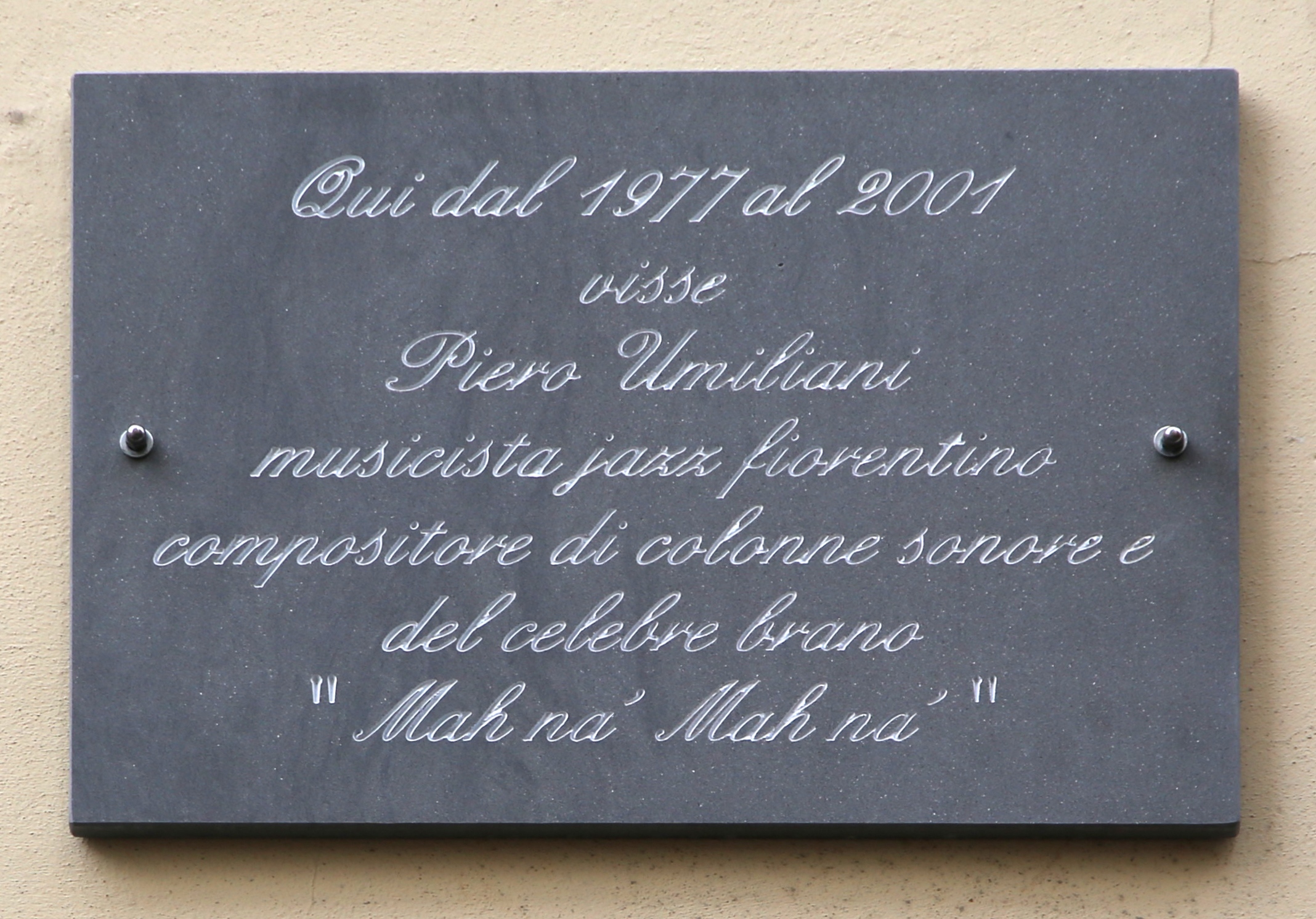
Pierre tombale de Piero Umiliani, 2021.

Mah-nà mah-nà, souvent réintitulé Mahna Mahna, est une chanson composée par le compositeur italien Piero Umiliani, chantée par Alessandro Alessandroni. Piero Umiliani l'a créée en 1968 dans la bande originale du pseudo-documentaire à sensations italien Suède, enfer et paradis (Svezia inferno e paradiso).
Henri Salvador a adapté la chanson en français en 1969, en lui ajoutant des paroles, sous le titre Mais non, mais non.
La musique de cette chanson reprend un extrait  de la Rhapsodie suédoise no 1, composée en 1903 par Hugo Alfvén.
La notoriété de la chanson s'est aussi accrue par la reprise humoristique dans l'émission Le Muppet Show en 1977.

## Reprises
Mah-nà mah-nà a également été :
- enregistrée au Québec en 1969 par Midas (Roger Giguère) en français[réf. nécessaire] ;
- reprise et adaptation humoristique par Le Muppet Show dans le premier épisode en 1977, puis reprise par la série télévisée britannique Benny Hill ;
- reprise par le groupe Lipstique, sur l'album At The Discotheque en 1977 ;
- réutilisée pour le générique de Téléfoot en 1979 ;
- Le titre des Mighty Diamonds : Struggling s'inspire largement de la mélodie ;
- reprise par le groupe de rock californien Cake sur leur album b-sides and rarities (2007)[2] ;
- reprise par le groupe de jazz métal allemand Panzerballett (sur l'album Breaking Brain en 2015).

Cette musique est de nos jours souvent reprise comme fond sonore de vidéos de bêtisier.